# Maximilian Rohr
Maximilian Rohr (Bad Friedrichshall, 27 juni 1995) is een Duits voetballer die doorgaans als centrale verdediger speelt. In 2019 maakte hij in de 3. Liga namens Carl Zeiss Jena zijn debuut in het betaalde voetbal. In augustus 2024 maakte hij de overstap van SC Paderborn naar SV Elversberg.

## Clubloopbaan

### Jeugd
Rohr begon met voetballen bij de plaatselijke TSG Heilbronn en werd vervolgens tot 2011 opgeleid in de jeugdacademie van Karlsruher SC. In de onder-14 was Tim Walter zijn trainer waarmee de bekerfinale in Berlijn werd bereikt. In 2011 moest hij de club verlaten omdat men hem te klein vond. Met Astoria Walldorf (onder-17) en VfB Eppingen (onder-19) volgden nog twee jeugdclubs.

### Amateur

#### VfB Eppingen
In het seizoen 2014/15 maakte Rohr bij VfB Eppingen de overstap naar de senioren waar hij in zijn tweede seizoen kampioen werd.

#### SSV Reutlingen
Na het kampioenschap met VfB Eppingen bood Rohr zich via een E-mail aan bij SSV Reutligen waarop hij in de zomer van 2016 de overstap maakte. In het seizoen 2016/17 maakte hij tijdens de eerste ronde van de Landespokal Württemberg in de met 0-5 gewonnen uitwedstrijd tegen SV Böblingen zijn debuut. Hij kwam in de 57e minuut in de ploeg. Na twee seizoenen en 64 competitiewedstrijden maakte hij de overstap naar SGV Freiberg.

#### SGV Freiburg
In de zomer van 2018 tekende Rohr een contract tot 2021. Op 4 augustus 2018 speelde hij zijn eerste wedstrijd tijdens eerste ronde van de Landespokal Württemberg. In de met 0-3 gewonnen uitwedstrijd tegen SV Schluchtern begon hij in de basis en speelde de volledige wedstrijd. De rest van het seizoen 2018/19 speelde hij alle competitie- en bekerwedstrijden voor de volledige 90 minuten mee. Met uitzondering van de laatste competitiewedstrijd tegen Germania Friedrichstal toen hij in de 86e minuut met een rode kaart van het veld werd gestuurd. Aan het einde van het seizoen maakte Rohr de overstap naar Carl Zeiss Jena.

### Carl Zeiss Jena
In de zomer van 2019 tekende Rohr op 23-jarige leeftijd zijn eerste profcontract waardoor hij de overstap maakte van de Oberliga naar de 3. Liga. Hij nam een schorsing mee van SGV Freiburg waardoor hij pas in de vierde competitieronde van het seizoen 2019/20 zijn eerste wedstrijd kon spelen voor de voormalige Oost-Duitse ploeg. Trainer Lukas Kwasniok liet hem in de met 2-0 verloren uitwedstrijd tegen FSV Zwickau als centrale verdediger starten in de basis. In de 81e minuut werd hij door de scheidsrechter van het veld gestuurd. Op 14 september 2019 maakte hij in de met 3-1 verloren uitwedstrijd 1860 München zijn eerste doelpunt. In de 68e minuut scoorde hij in het Städtisches Stadion an der Grünwalder Straße de 2-1. Hij wist zich een vaste basisplaats te veroveren tot hij in november tijdens de training zijn Sleutelbeen brak waardoor hij een groot aantal wedstrijden uit de roulatie was. Op 1 februari 2020 maakte hij zijn comeback in de uitwedstrijd tegen Eintracht Braunschweig. In het Eintracht-Stadion kwam hij tien minuten voor het einde in het veld. Rohr eindigde met Carl Zeiss Jena op de 20e plaats waardoor men degradeerde uit de 3. Liga. Hij won dit seizoen wel de Landespokal Thüringen door in de finale met 2-8 te winnen van de amateurs van FSV Martinroda. Hij kwam in de 59e minuut in het veld. Rohr speelde in het seizoen 2020/21 nog twee wedstrijden in de Regionalliga Nordost om daarna de overstap te maken naar het tweede elftal van Hamburger SV spelend in de Regionalliga Nord.

### Hamburger SV
In september 2020 tekende Rohr een tweejarig contract bij de Noord-Duitse club. Hij maakte op 2 oktober zijn debuut in Hamburger SV II tijdens de uitwedstrijd tegen Weiche Flensburg. Hij startte in de basis en maakte de 90 minuten vol. Hij speelde in het seizoen 2020/21 maar drie wedstrijden omdat in november de competitie werd stil gelegd als gevolg van de maatregelen tegen COVID-19. In het seizoen 2021/22 werd hij samen met Anssi Suhonen door zijn voormalige jeugdtrainer Walter bij de eerste selectie gehaald. Tijdens de eerste competitieronde op 23 juli 2021 maakte hij zijn debuut in de 2. Bundesliga in de uitwedstrijd tegen Schalke 04. In de Veltins-Arena kwam hij in de 71e minuut in het veld voor David Kinsombi en hij ruim 10 minuten later de assist gaf aan Moritz Heyer voor de 1-2. Op 22 augustus stond hij in de thuiswedstrijd tegen SV Darmstadt 98 voor de eerste keer in de basis. Kort daarop liep hij een spierblessure op waardoor hij langere tijd niet kon meespelen. Op 19 maart 2022 maakte hij na 226 dagen zijn comeback in de uitwedstrijd tegen Fortuna Düsseldorf. Hij kwam in de 86e minuut in het veld. Kort daarna verlengde Hamburger SV zijn contract met twee jaar. Rohr eindigde met Hamburger SV op de derde plaats waardoor men play-offwedstrijden ging spelen tegen Hertha BSC. In de heenwedstrijd in Berlijn werd met 0-1 gewonnen door een doelpunt van Ludovit Reis. In de thuiswedstrijd werd met 0-2 werd verloren waardoor er geen promotie volgde naar de 1. Bundesliga. Rohr begon bij beide wedstrijden in de basis en werd in beide duels in de 58e minuut gewisseld voor Josha Vagnoman. Ondanks dat hij in de eerste vijf wedstrijden van het seizoen 2022/23 in actie kwam besloot Rohr zich te verhuren aan SC Paderborn. In de huurovereenkomst was een optie tot koop afgesloten. Aan het einde van het seizoen besloot SC Paderborn gebruik te maken van de optie waardoor Rohr voor € 500.000 de definitieve overstap maakte.

#### Verhuur aan SC Paderborn
Kort voor het sluiten van de zomer transferwindow tekende Rohr een contract waardoor hij gedurende het seizoen 2022/23 werd verhuurd aan SC Paderborn. Door de overstap kreeg hij weer te maken met zijn voormalige trainer Kwasniok. In de zevende competitieronde op 3 september 2022 maakte hij zijn eerste minuten tijdens de thuiswedstrijd tegen 1. FC Magdeburg. Hij startte in de basis en werd in de 76e minuut gewisseld. Op 25 februari 2023 maakte hij zijn eerste doelpunt in dienst van SC Paderborn tijdens de met 1-1 gelijkgespeelde uitwedstrijd tegen Holstein Kiel. In het Holstein-Stadion maakte hij in de 31e minuut na een assist van Robert Leipertz de 0-1. Met 22 basisplaatsen werd hij een vaste waarde waardoor SC Paderborn aan het einde van seizoen de afgesproken optie in het huurcontract lichtte en Rohr daardoor definitief niet terugkeerde naar Hamburg.

### SC Paderborn
In mei 2023 tekende Rohr een contract bij SC Paderborn. Het eerste deel van het seizoen 2023/24 kwam hij nauwelijks in actie omdat hij in augustus geblesseerd raakte aan zijn enkel. Op 20 november maakte hij zijn comeback in het tweede elftal tijdens de wedstrijd tegen SV Lippstadt. Na 36 minuten werd hij met een rode kaart van het veld gestuurd waardoor een schorsing volgde. Op 3 december stond hij voor de eerste keer weer in de basis bij het eerste elftal tijdens de thuiswedstrijd tegen Hannover 96. Hij was in staat om de volledige 90 minuten te spelen. Een week later raakte hij zwaar geblesseerd tijdens de achtste finale voor de DFB-Pokal. In de met 3-1 verloren uitwedstrijd tegen Bayer Leverkusen moest hij in de 21e minuut na een duel met Jeremie Frimpong het veld verlaten. Op 17 februari maakte hij zijn comeback tijdens de met 0-4 verloren thuiswedstrijd tegen Holstein Kiel. Hij kwam in de rust in de ploeg voor Jannis Heuer. Dit was direct zijn laatste wedstrijd omdat hij de rest van het seizoen vanwege allerlei ongemakken niet meer aan spelen toe kwam. Kort na de start van het seizoen 2024/25 werd bekend dat Rohr zijn voetballoopbaan een vervolg gaf bij het eveneens in de 2. Bundesliga spelende SV Elversberg.

### SV Elversberg
Op 5 augustus 2024 tekende Rohr een tweejarig contract bij de club uit de gemeente Spiesen-Elversberg. Een paar weken later maakte hij op 31 augustus tijdens de thuiswedstrijd tegen SV Darmstadt 98 zijn eerste speelminuten. Trainer Horst Steffen bracht hem in de blessuretijd in de ploeg voor Muhammed Damar. Een week later in de uitwedstrijd tegen Greuther Fürth startte hij in de basis waar hij samen met Lukas Pinckert het centrale hart van de verdediging vormde. Hij verloor deze plek vervolgens niet. 

## Clubstatistieken
| Seizoen                         | Club            | Competitie           | Competitie | Competitie | Beker | Beker | Internationaal | Internationaal | Overig | Overig | Totaal | Totaal |
| Seizoen                         | Club            | Competitie           | Wed.       | Dlp.       | Wed.  | Dlp.  | Wed.           | Dlp.           | Wed.   | Dlp.   | Wed.   | Dlp.   |
| ------------------------------- | --------------- | -------------------- | ---------- | ---------- | ----- | ----- | -------------- | -------------- | ------ | ------ | ------ | ------ |
| 2019/20                         | Carl Zeiss Jena | 3. Liga              | 25         | 3          | 0     | 0     | 0              | 0              | 3      | 0      | 28     | 3      |
| 2020/21                         | Carl Zeiss Jena | Regionalliga Nordost | 2          | 0          | 0     | 0     | 0              | 0              | 0      | 0      | 2      | 0      |
| 2020/21                         | Hamburger SV II | Regionalliga Nord    | 3          | 0          | 0     | 0     | 0              | 0              | 0      | 0      | 3      | 0      |
| 2021/22                         | Hamburger SV    | 2. Bundesliga        | 9          | 0          | 1     | 0     | 0              | 0              | 2      | 0      | 12     | 0      |
| 2022/23                         | Hamburger SV    | 2. Bundesliga        | 5          | 0          | 1     | 0     | 0              | 0              | 0      | 0      | 6      | 0      |
| 2022/23                         | → SC Paderborn  | 2. Bundesliga        | 24         | 3          | 2     | 0     | 0              | 0              | 0      | 0      | 26     | 3      |
| 2023/24                         | SC Paderborn    | 2. Bundesliga        | 4          | 0          | 1     | 0     | 0              | 0              | 6      | 0      | 11     | 0      |
| 2024/25                         | SV Elversberg   | 2. Bundesliga        | 20         | 0          | 1     | 0     | 0              | 0              | 6      | 0      | 21     | 0      |
| Carrière totaal                 | Carrière totaal | Carrière totaal      | 92         | 6          | 6     | 0     | 0              | 0              | 11     | 0      | 109    | 6      |
| Bijgewerkt tot 28 februari 2025 |                 |                      |            |            |       |       |                |                |        |        |        |        |

- In het seizoen 2019/20 speelde Rohr drie wedstrijden mee tijdens de Thüringenpokal;
- In het seizoen 2021/22 speelde hij met Hamburger SV twee keer mee in de play-off wedstrijden;
- In het seizoen 2023/24 kwam hij zes keer in actie met het tweede elftal in de Regionalliga West.